# Sea Lion Tarn
Sea Lion Tarn är en sjö i Antarktis. Den ligger i Sydshetlandsöarna. Argentina, Chile och Storbritannien gör anspråk på området. Sea Lion Tarn ligger 73 meter över havet.
I övrigt finns följande vid Sea Lion Tarn:
- Grand Lagoon (en sjö)
- Hespérides Punta (en udde)
- Sea Lion Glacier (en glaciär)